# Bullet Train
Bullet Train (яп. 超特急 Тё:токкю:) — японский бой-бенд под эгидой агентства по поиску талантов Stardust Promotion.
Участники группы официально поделены на две группы: «главных танцоров» и «бэк-вокалистов», что отражает тот факт, что во время её выступлений вокалисты стоят позади танцоров.
В 2013 году об этом бой-бенде говорили как о мужском аналоге/наследнике японской женской идол-группы Momoiro Clover Z.

## Состав
| Сценическое имя      | Полное имя                     | Дата рождения и возраст   | Префектура | Номер вагона | Позиция                                      | Цвет      |
| -------------------- | ------------------------------ | ------------------------- | ---------- | ------------ | -------------------------------------------- | --------- |
| Коити (яп. コーイチ) | Коити Ёсино (яп. 吉野 晃一)    | 18 июня 1994 (31 год)     | Нара       | 1            | Бэк-вокалист / «Папа» /Бывший участник       | Чёрный    |
| Кай (яп. カイ)       | Кай Огасавара (яп. 小笠原 海)  | 27 сентября 1994 (30 лет) | Канагава   | 2            | Главный танцор / «Таинственный»              | Синий     |
| Рёга (яп. リョウガ)  | Рёга Фунацу (яп. 船津 稜雅)    | 23 октября 1994 (30 лет)  | Канагава   | 3            | Главный танцор / «Худой» / Лидер             | Пурпурный |
| Такуя (яп. タクヤ)   | Такуя Кусакава (яп. 草川 拓弥) | 24 ноября 1994 (30 лет)   | Токио      | 4            | Главный танцор / «Мускулистый»               | Зелёный   |
| Юки (яп. ユーキ)     | Юки Мурата (яп. 村田 祐基)     | 2 января 1995 (30 лет)    | Токусима   | 5            | Главный танцор / «Неуклюжий» / Бывший лидер  | Красный   |
| Юсукэ (яп. ユースケ) | Юсукэ Фукуда (яп. 福田 佑亮)   | 24 декабря 1995 (29 лет)  | Канагава   | 6            | Главный танцор / «Весёлый» / Бывший участник | Жёлтый    |
| Такаси (яп. タカシ)  | Такаси Мацуо (яп. 松尾 太陽)   | 23 сентября 1996 (28 лет) | Осака      | 7            | Бэк-вокалист / «Младший ребёнок»             | Белый     |

## Дискография

### Синглы
| №  | Название                            | Дата выхода     | Чарты      | Примечания |
| №  | Название                            | Дата выхода     | JPN Oricon | Примечания |
| -- | ----------------------------------- | --------------- | ---------- | --- |
| 1  | «TRAIN»                             | 10 июня 2012    | —          | Видеоклип - Продавался только в магазинах Lawson и HMV |
| 2  | «Shake body»                        | 24 октября 2012 | 126        | Видеоклип - Продавался только в магазинах Lawson и HMV |
| 3  | «POLICEMEN»                         | 13 февраля 2013 | 18         | Видеоклип |
| 4  | «Bloody Night»                      | 5 июня 2013     | 10         | Видеоклип |
| —  | «Starlight»                         | 17 июля 2013    | 7          | Видеоклип - Сингл с ограниченной дистрибуцией - Издан в сотрудничестве с сериалом Ultraman Ginga под именем группы Ultra Bullet Train - 1 место в сингловом инди-чарте «Орикона» |
| 5  | «Kiss Me Baby»                      | 13 ноября 2013  | 8          | Видеоклип |
| 6  | «ikki!!!!!i!!»                      | 26 марта 2014   | 4          | Видеоклип |
| 7  | «Believe×Believe»                   | 11 июня 2014    | 6          | Видеоклип |
| 8  | «Star Gear / EBiDAY EBiNAI / Burn!» | 12 ноября 2014  | 7          | Видеоклип «Star Gear» Видеоклип «EBiDAY EBiNAI» |
| 9  | «Stardust LOVE TRAIN / Battaman»    | 10 июня 2015    | 5          | Видеоклип «Stardust LOVE TRAIN» Видеоклип «Battaman» |
| 10 | «Beautiful Chaser»                  | 9 сентября 2015 | 2          | Видеоклип |
| 11 | «Yell»                              | 2 марта 2016    | 4          | Видеоклип |

### Альбомы
| № | Название       | Дата выхода     | Чарты      | Примечания                 |
| № | Название       | Дата выхода     | JPN Oricon | Примечания                 |
| - | -------------- | --------------- | ---------- | -------------------------- |
| 1 | RING           | 3 декабря 2014  | 7          | Видеоклип «Gravitation»    |
| 2 | Dramatic Seven | 26 октября 2016 | 4          | Видеоклип «Seventh Heaven» |